# Aral Şimşir
Aral Şimşir, né le 19 juin 2002 à Køge au Danemark, est un footballeur turc qui évolue au poste d'attaquant au FC Midtjylland.

## Biographie

### En club
Né à Køge au Danemark, au sein d'une famille originaire de Turquie, Aral Şimşir commence le football au HB Køge, club de sa ville natale, avant de rejoindre le centre de formation du FC Midtjylland, où il évolue à partir de la catégorie des moins de 15 ans. 
Il est intégré à l'équipe première lors d'un camp d'entraînement à Dubaï en février 2020 et se fait remarquer peu après son entrée en jeu face aux chinois du Shandong Luneng Taishan en inscrivant un but. Le FCM s'impose par deux buts à zéro lors de ce match amical. 
Le 1er juin 2020, Aral Şimşir est lancé dans le monde professionnel par son coach Brian Priske, faisant sa première apparition en professionnel en entrant en jeu à la place d'Anders Dreyer lors d'une rencontre de Superligaen, l'élite du football danois, face à l'AC Horsens. Le FC Midtjylland s'incline sur le score de un but à zéro ce jour-là. Le 19 juin 2020, jour de ses 18 ans, il signe un nouveau contrat d'une durée de cinq ans. 
Il remporte son premier titre en étant sacré Champion du Danemark en 2019-2020.
Le 22 septembre 2021, Şimşir marque son premier but en professionnel lors d'une victoire 5-0 face au Kjellerup IF (en) en Coupe du Danemark. En janvier 2022, il est convoité par Trabzonspor mais le FC Midtjylland rejette les offres qui lui sont faites. Le joueur est finalement prêté en mars 2022 en Norvège, au FK Jerv pour une saison, afin qu'il s'aguerrisse,.
En août 2022, Şimşir rejoint en prêt Lillestrøm SK, un autre club norvégien, jusqu'à la fin de la saison.
Şimşir retourne à Midtjylland en janvier 2023. Il parvient alors à se faire une place en équipe première, jouant de plus en plus souvent grâce à son entraîneur, Albert Capellas (en), qui lui donne sa chance. Après l'éviction de ce dernier, Şimşir continue sa progression en étant également utilisé par le successeur de Cappellas, Thomas Thomasberg. Le 9 juin 2023, Şimşir inscrit le but vainqueur lors du derby face au Viborg FF (0-1 score final), permettant la qualification de son équipe pour la Ligue Europa Conférence 2023-2024.
Il remporte le Championnat du Danemark une deuxième fois pour sa participation à la saison 2023-2024.
Şimşir se fait remarquer lors de son premier match en Ligue des champions en marquant également son premier but dans la compétition, le 23 juillet 2024, lors d'une rencontre qualificative pour la phase de groupe de l'édition 2024-2025 face à l'UE Santa Coloma. Il participe ainsi à la victoire de son équipe par trois buts à zéro.

### En sélection
Aral Şimşir compte deux sélections avec l'équipe du Danemark des moins de 18 ans, obtenues en 2019.
En mai 2022, alors qu'il a toujours représenté le Danemark jusqu'ici, Şimşir décide de représenter la Turquie, pays dont est originaire sa famille. Le même mois, il est retenu pour la première fois avec la sélection de Turquie espoirs. Il joue son premier match avec les espoirs le 10 juin 2022, en étant titularisé contre le Kazakhstan (0-0).

## Palmarès

### Junior
FC Midtjylland
- Championnat du Danemark de football des moins de 19 ans
  - Champion : U19 Boys League 2018-2019 et 2020-2021

### Senior
FC Midtjylland
- Championnat du Danemark
  - Champion : 2019-2020 et 2023-2024
  - Vice-champion : 2021-2022

- Coupe du Danemark
  - Vainqueur : 2021-2022

### Distinction

#### Junior
FC Midtjylland
- UEFA Youth League
  - Co-meilleur buteur : 2022